# Plagiorchiida
Ordre
Les Plagiorchiida forment un ordre de trématodes de la sous-classe des Digenea.

## Liste des familles

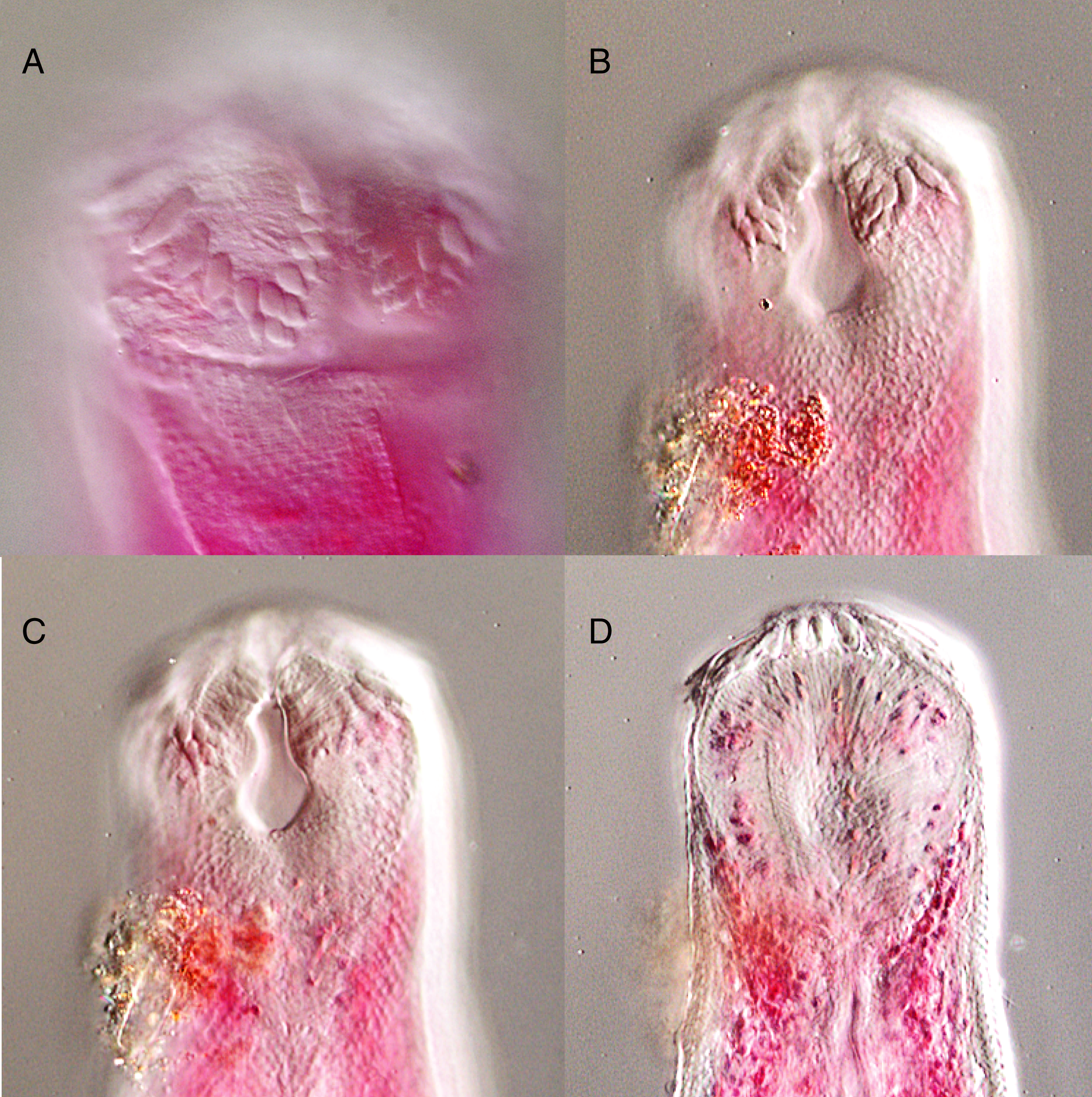
Tête d'un Zoogonidae, Overstreetia cribbi.

Treize sous-ordre regroupent les familles suivantes[réf. nécessaire] :
- sous-ordre Apocreadiata
  - super-famille Apocreadioidea (Apocreadiidae)
- sous-ordre Bivesiculata
  - super-famille Bivesiculoidea (Bivesiculidae)
- sous-ordre Bucephalata
  - super-famille Bucephaloidea (Bucephalidae, Nuitrematidae)
  - super-famille Gymnophalloidea (Botulisaccidae, Fellodistomidae, Gymnophallidae, Tandanicolidae)
- sous-ordre Echinostomata
  - super-famille Echinostomatoidea (Calycodidae, Cathaemasiidae, Cyclocoelidae, Echinostomatidae, Eucotylidae, Fasciolidae, Philophthalmidae, Psilostomidae, Rhopaliidae, Rhytidodidae, Typhlocoelidae)
- sous-ordre Haplosplanchnata
  - super-famille Haplosplanchnoidea (Haplosplanchnidae)
- sous-ordre Hemiurata
  - super-famille Azygioidea (Azygiidae)
  - super-famille Hemiuroidea (Accacoeliidae, Bathycotylidae, Derogenidae, Dictysarcidae, Didymozoidae, Hemiuridae, Hirudinellidae, Isoparorchiidae, Lecithasteridae, Ptychogonimidae, Sclerodistomidae, Sclerodistomoididae, Syncoeliidae)
- sous-ordre Heronimata
  - super-famille Heronimoidea (Heronimidae)
- sous-ordre Lepocreadiata
  - super-famille Lepocreadioidea (Deropristidae, Enenteridae, Gorgocephalidae, Gyliauchenidae, Lepocreadiidae, Liliatrematidae, Megaperidae)
- sous-ordre Monorchiata
  - super-famille Monorchioidea (Lissorchiidae, Monorchiidae)
- sous-ordre Opisthorchiata
  - super-famille Opisthorchioidea (Cryptogonimidae, Heterophyidae, Opisthorchiidae)
- sous-ordre Pronocephalata
  - super-famille Paramphistomoidea (Balanorchiidae, Brumptiidae, Choerocotyloididae, Cladorchiidae, Diplodiscidae, Gastrodiscidae, Gastrothylacidae, Mesometridae, Microscaphidiidae, Olveriidae, Paramphistomidae, Stephanopharyngidae, Zonocotylidae, Zygocotylidae)
  - super-famille Pronocephaloidea (Labicolidae, Notocotylidae, Nudacotylidae, Opisthotrematidae, Pronocephalidae, Rhabdiopoeidae)
- sous-ordre Transversotremata
  - super-famille Transversotrematoidea (Transversotrematidae)
- sous-ordre Xiphidiata
  - super-famille Allocreadioidea (Acanthocolpidae, Allocreadiidae, Batrachotrematidae, Brachycladiidae, Opecoelidae, Opistholebetidae)
  - super-famille Gorgoderoidea (Anchitrematidae, Brachycoeliidae, Braunotrematidae, Callodistomidae, Collyriclidae, Cortrematidae, Dicrocoeliidae, Gorgoderidae, Mesocoeliidae, Orchipedidae, Paragonimidae, Prouterinidae, Troglotrematidae)
  - super-famille Haploporoidea (Atractotrematidae, Haploporidae)
  - super-famille Microphalloidea (Anenterotrematidae, Diplangidae, Eumegacetidae, Exotidendriidae, Faustulidae, Gyrabascidae, Lecithodendriidae, Leyogonimidae, Microphallidae, Pachypsolidae, Phaneropsolidae, Pleurogenidae, Prosthogonimidae, Renicolidae, Renschetrematidae, Stomylotrematidae, Taiwantrematidae, Zoogonidae)
  - super-famille Plagiorchioidea (Auridistomidae, Cephalogonimidae, Choanocotylidae, Dolichoperoididae, Echinoporidae, Encyclometridae, Gekkonotrematidae, Glypthelminthidae, Haematoloechidae, Leptophallidae, Macroderoididae, Meristocotylidae, Mesotretidae, Ocadiatrematidae, Omphalometridae, Opisthogonimidae, Orientocreadiidae, Plagiorchiidae, Reniferidae, Styphlotrematidae, Telorchiidae, Thrinascotrematidae, Urotrematidae)